# 2413 ван де Гулст
2413 ван де Гулст (2413 van de Hulst) — астероїд головного поясу, відкритий 24 вересня 1960 року.
Тіссеранів параметр щодо Юпітера — 3,212.
Названо на честь Гендрика ван де Гулста (нід. Hendrik Christoffel "Henk" van de Hulst, 1918 — 2000) — голландського астронома, члена Нідерландської королівської АН.